# تسمم سجقي
التسمم السُجقِّيّ أو التسمم الممباري أو تسمم الوشيقي  ويُعرَف أيضًا بـتسمم بوتولينوس هو مرض شللي نادر ولكنه أحيانًا قاتل، ينتج عن البوتوكس، وهو بروتين يُفرَز في مناخ لاهوائي بواسطة البكتيريا المطثية الوشيقية، ويؤثر على مجموعة كبيرة من الثدييات، والطيور، والأسماك.
يدخل التوكسين إلى جسم الإنسان بإحدى الطرق الثلاث التالية: عن طريق استعمار البكتيريا للجهاز الهضمي لدى الأطفال (التسمم السجقي للأطفال)[بحاجة لمصدر]، أو البالغين (تسمم الدم المعوي)، عن طريق تلوث الأغذية بالتوكسين (التسمم السجقي المنقول بالأغذية)، أو عن طريق تلوث جرح بالبكتيريا (التسمم بالجروح). ولا يحدث انتقال التسمم السجقي من شخص إلى آخر.
تؤدي كل الحالات إلى شلل يبدأ عادةً في عضلات الوجه ثم ينتشر إلى الأطراف. ويؤدي في الحالات الشديدة إلى شلل في عضلات التنفس ويسبِّب توقف التنفس. في ضوء هذه المضاعفات التي تهدد الحياة، يتم التعامل مع الحالات المشتبه فيها بالإصابة بالتسمم السجقي باعتبارها طوارئ طبية، ويتدخل مسؤولو الصحة العمومية عادةً لمنع إصابة حالات أخرى من نفس المصدر.
يمكن منع التسمم السجقي عن طريق قتل الجراثيم من خلال الطهي في حلة الضغط أو استخدام جهاز التعقيم على درجة حرارة 121 °م (250 °ف) لمدة 30 دقيقة أو توفير المناخ الذي يمنع تكاثر الجراثيم. تشمل الاحتياطات التي يجب اتخاذها لحماية الأطفال عدم إعطائهم عسل النحل.

## العلامات والأعراض
يبدأ ضعف العضلات بسبب التسمم السجقى بصورة مميزة في العضلات المزودة بـالأعصاب القحفية. فهناك مجموعة تتكون من اثني عشر عصبًا تتحكم في حركات العينين، وعضلات الوجه، والعضلات المسؤولة عن الـمضغ والـبلع. ومن ثمَّ، قد يحدث ازدواج الرؤية تدلي الجفون، وفقد تعابير الوجه، ومشاكل البلع، بالإضافة إلى صعوبة في الكلام. ويمتد الضعف بعد ذلك إلى الذراعين (بدءًا من الكتفين وحتى الساعدين) والرجلين (مرةً أخرى من الفخذين وحتى القدمين).
يؤدي التسمم السجقي الشديد إلى انخفاض حركة عضلات تنفسية، ومن هنا تأتي مشاكل تبادل الغازات. يشعر المصاب بهذه الأعراض في صورة ضيق النفس (صعوبة في التنفس)، ولكن قد يؤدي في الحالات الشديدة إلى توقف التنفس، بسبب زيادة ثنائي أكسيد الكربون في الزفير وتأثيره الناتج الخامد على المخ. وقد يؤدي ذلك إلى الإصابة بـغيبوبة وحدوث الوفاة في النهاية إذا لم يتم علاجه.
بالإضافة إلى تأثيره على العضلات الإرادية، يمكن أيضًا أن يؤدي إلى خلل الوظائف المستقلة. يمكن الشعور بذلك في صورة جفاف الفم (بسبب انخفاض إفراز اللعاب)، وانخفاض ضغط الدم الانتصابي (انخفاض ضغط الدم عند الوقوف، مع حدوث خفة الرأس وخطورة فقد الوعي)،وحدوث إمساك في النهاية (بسبب انخفاض الـتمعج). تسبب أيضًا بعد بعض أنواع التوكسين (بي و إي) الـغثيان والـتقيؤ.
دائمًا ما يفكر الأطباء في أعراض التسمم السجقي من ناحية الثالوث الكلاسيكي: التسمم الدَّرقي، والشلل الهابط، وفقد النشاط، والإدراك والحالة العقلية الواضحة ("محس واضح").

### التسمم السجقي لدى الأطفال
اكتُشف التسمم السجقي لدى الأطفال أول مرة في عام 1976، وهو أكثر أشكال التسمم السجقي انتشارًا في الولايات المتحدة. يوجد حوالي من 80 إلى 100 حالة تسمم سجقي لدى الأطفال تُشخص في الولايات المتحدة سنويًا. إن الأطفال أكثر عرضة للتسمم السجقي في السنة الأولى من حياتهم، وتحدث 90% من الحالات بين الأطفال الأصغر من ستة أشهر. ينتج التسمم السجقي لدى الأطفال عن ابتلاع جراثيم كلوستيريديوم بوتولينيوم، ثم استعمار الأمعاء الدقيقة. ربما يتم استعمار أمعاء الطفل عندما يكون تكوين النبيت الجرثومي المعوي (النبيت العادي) غير كافِ لمنع نمو كلوستيريديوم بوتولينيوم بطريقة تنافسية، ومستوى عصارة المرارة (التي تمنع عادةً نمو المطثيات) أقل من فترة لاحقة من العمر.
يؤدي نمو الجراثيم إلى إفراز البوتوكس، الذي يتم امتصاصه في جهاز الدوران وفي الجسم كله، مسبِّبًا شلل من خلال منع إفراز أسيتيل كولين عند الموصل العصبي العضلي. تشمل الأعراض التقليدية للتسمم السجقي لدى الأطفال الإمساك، والإعياء، والضعف، وصعوبة تناول الطعام، والبكاء المتغير، ويتطور غالبًا إلى شلل رخو تام. بالرغم من أن الإمساك هو عادةً أول عَرَض للتسمم السجقي لدى الأطفال، غالبًا ما يتم إغفاله.
إن عسل النحل هو الذخيرة الغذائية الوحيدة المعروفة لجراثيم الـ كلوستيريديوم بوتولينيوم المرتبطة بالتسمم الغذائي لدى الأطفال. لهذا السبب، يجب عدم إعطاء عسل النحل للأطفال الأقل من عمر سنة. هناك حالات أخرى من التسمم الغذائي لدى الأطفال التي يُعتقد أنها التقطت الجراثيم من البيئة الطبيعية. إن كلوستيريديوم بوتولينيوم هي بكتيريا كلية الوجود وتوجد في التربة. واتضح أن كثيرًا من الأطفال المصابين بالتسمم السجقي يعيشون بالقرب من أماكن بناء أو مناطق بها اضطراب في التربة.[بحاجة لمصدر]
وقد أُعلن عن وجود التسمم الغذائي لدى الأطفال في 49 ولاية في الولايات المتحدة الأمريكية من بين 50، واكتُشفت حالات في 26 دولة في القارات الخمس.

## وصلات خارجية
- Agent Fact Sheet: Botulism, Center for Biosecurity
- Botulism (Technical information from the CDC)
- Infant Botulism Treatment and Prevention Program
- Clostridium Botulinum (FDA/CFSAN)
- Botulism (WHO)
- Avian Botulism نسخة محفوظة 14 يناير 2009 على موقع واي باك مشين.
- Clostridium botulinum genomes and related information at PATRIC, a Bioinformatics Resource Center funded by NIAID